# Zone Labs
 (mars 2023).
Si vous disposez d'ouvrages ou d'articles de référence ou si vous connaissez des sites web de qualité traitant du thème abordé ici, merci de compléter l'article en donnant les références utiles à sa vérifiabilité et en les liant à la section « Notes et références ».
 (mars 2023).
Zone Labs est une ancienne société américaine éditrice de logiciels de sécurité, fondée par Gregor Freund [Quand ?]. La compagnie éditait des logiciels pare-feu, anti-spywares et antivirus. Zone Labs a été rachetée  par Check Point en 2004.